# Marioneta

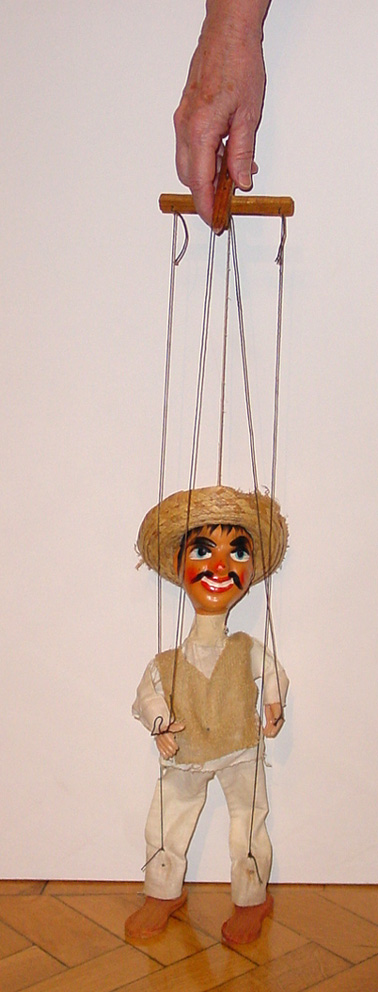
Titella de fil, o marioneta

Una marioneta (o titella de fil) és un objecte o instrument dramàtic que, accionat adequadament, serveix per a representar un fet o acció teatral.
Aquesta tècnica titellaire la trobem estesa en gairebé totes les cultures i se li atorga una antiguitat mínima de 2.500 anys.
La marioneta consta de tres elements inseparables:
- El ninot, que pot ser més o menys articulat, en funció del que s'espera que pugui o hagi de fer.
- Els fils, que connecten el ninot amb el seu punt de control.
- El control (o creu), que és el comandament des d'on s'anima el ninot en moure'n els fils.

Bàsicament els comandaments són de tipus horitzontal (o americà), vertical (o anglès) i diagonal (o alemany).
En algunes tradicions del sud-est asiàtic s'empren controls molt simples i fins i tot en alguns casos, com a Birmània, els fils se subjecten directament amb la mà, sense ajuda d'altres suports, i amb la manipulació a la vista, l'operador també estira els fils amb els dits del peu.
La paraula marioneta, d'origen francès, ha estat interpretada de diverses maneres. Segons alguns, una marionette era un clergue que, en les representacions religioses on apareixia la Mare de Déu, aportava la seva veu fent-la aguda perquè semblés femenina, per això aquests titelles parlarien sempre amb una veu aguda, virolada i falsa. Segons altres, Marionette era el nom de la dama protagonista d'aquest espectacle de titelles, que en la versió catalana és anomenada Marieta.

## Alguns marionetistes

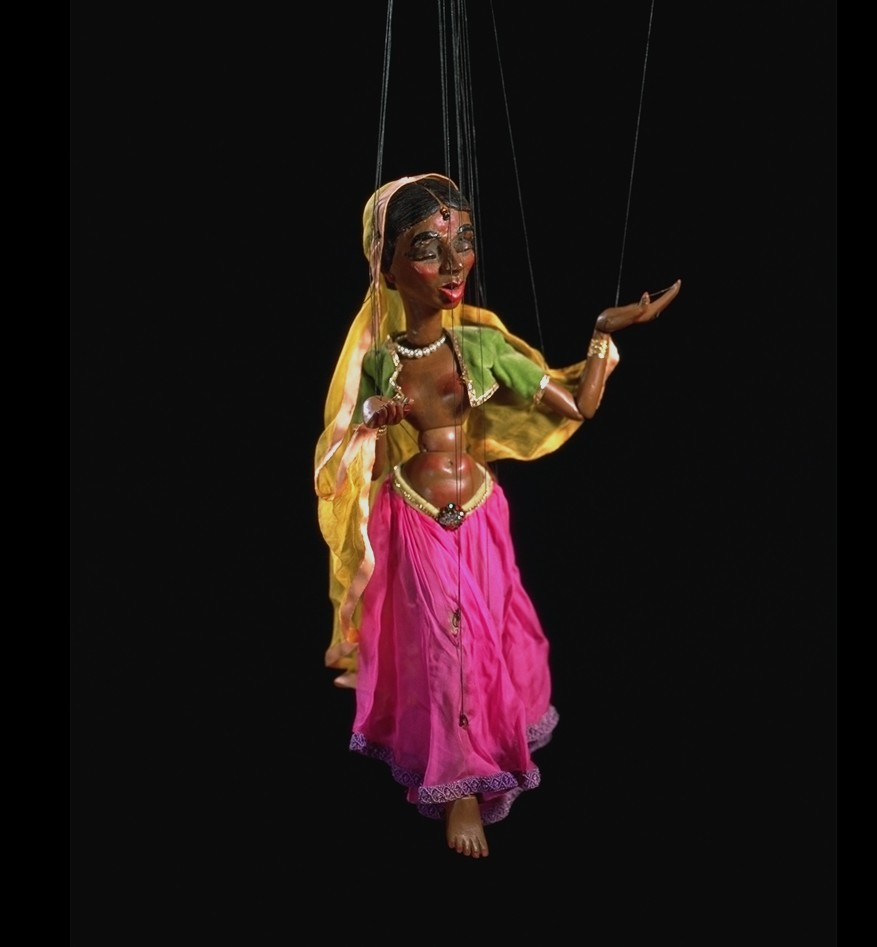
Marioneta ballarina oriental de Tozer, es conserva al MAE

- Harry V. Tozer (Marionetas de Barcelona)

- Herta Frankel (Compañía de Herta Frankel)